# Прапор Андерлехта
Прапор Андерлехта був затверджений муніципальною радою як прапор брюссельської комуни Андерлехт. В описі написано: 
Дві однаково довгі смуги синього і жовтого кольорів.
Це офіційні кольори комуни. Кольори прапора походять від герба комуни.

Цей муніципальний прапор ідентичний прапорам Жета, Сен-Жіля та Моленбек-Сен-Жана.

Герб Андерлехта
Прапор Жета
Прапор Сен-Жіля
Прапор Моленбек-Сен-Жана